# Rick Brunson
Eric Daniel Brunson, detto Rick (Syracuse, 14 giugno 1972), è un ex cestista, allenatore di pallacanestro e dirigente sportivo statunitense, professionista nella NBA, in Australia e in Italia.
È il padre di Jalen Brunson.

## Carriera

### Giocatore
Rick Brunson è nato a Syracuse, nello stato di New York, e ha frequentato la Salem High School nel Massachusetts, distinguendosi come uno dei due McDonald's All-American provenienti dallo stato nel 1991. A livello universitario ha frequentato Temple University dal 1991 al 1995.
Non selezionato da nessuna squadra al Draft NBA del 1995, ha iniziato la sua carriera professionistica giocando nella stagione 1995-1996 con gli Adelaide 36ers nella National Basketball League australiana (NBL), venendo nominato miglior giocatore stagionale della squadra. La stagione successiva è tornato negli Stati Uniti, dove ha militato nella CBA con i Quad City Thunder. Ha iniziato la stagione seguente ancora in CBA, questa volta con i Connecticut Pride.
Nel dicembre 1997 è stato ingaggiato dai Portland Trail Blazers, squadra con cui ha debuttato in NBA, collezionando 38 presenze con una media di 4,3 punti a partita. Nella stagione 1998-1999 è tornato ai Connecticut Pride in CBA, ma a gennaio è stato firmato dai New York Knicks, con cui ha raggiunto le NBA Finals poi perse contro i San Antonio Spurs, anche se in quella serie finale ha giocato tuttavia solo dieci secondi in gara 3. Ha fatto parte dei Knicks anche nel 1999-2000.
Brunson ha poi cominciato la stagione 2000-2001 ai Boston Celtics, ma già a novembre è tornato nuovamente ai Knicks con cui ha concluso il torneo, pur con soli 4,1 minuti in 16 presenze. È tornato ai Trail Blazers per la stagione 2001-2002, prima di firmare nel settembre 2002 con i Chicago Bulls. Le prime tre presenze della sua stagione NBA 2003-2004 le ha collezionate con la canotta dei Toronto Raptors, ma a dicembre è stato scambiato ai Chicago Bulls in cambio di Roger Mason.
Nel marzo 2004, dopo essere stato tagliato dai Bulls, è approdato nella Legadue italiana alla FuturVirtus, ufficialmente il Progresso Castelmaggiore che si apprestava a diventare la nuova Virtus Bologna. Con la formazione bianconera, allenata da Alberto Bucci, Brunson ha disputato 4 partite di regular season a 16,3 punti di media e 9 dei play-off a 15,9 punti di media, senza però riuscire ad ottenere la promozione in Serie A vista la sconfitta per 0-3 nelle finali contro l'Aurora Basket Jesi.
Terminata la breve parentesi emiliana, Brunson è tornato in NBA per disputare la stagione 2004-2005 con i Los Angeles Clippers, in quella che — numeri alla mano — è stata la sua annata più produttiva in carriera per media punti e minuti giocati, con 5,5 punti di media in 24,2 minuti a partita.
Nella stagione successiva è passato ai Seattle SuperSonics, ma, complice un infortunio al piede, ha disputato solo quattro partite prima di essere tagliato il 28 febbraio 2006. Pochi giorni dopo, il 2 marzo, ha firmato con gli Houston Rockets, con cui ha concluso quella che è stata la sua nona e ultima stagione da giocatore professionista in NBA.
Nel settembre 2006 ha firmato con i Philadelphia 76ers, che però lo hanno rilasciato prima dell'inizio della stagione.

### Allenatore
Tra il 2007 e il 2018 ha fatto parte dello staff tecnico di alcune franchigie NBA quali i Denver Nuggets, i Chicago Bulls, i Charlotte Bobcats e i Minnesota Timberwolves.
Nel triennio 2019-2022 è stato capo allenatore della Camden High School, con cui ha conquistato il titolo statale che al liceo mancava dall'anno 2000.
Nel giugno 2022 è diventato uno degli assistant coach dei New York Knicks, che nel corso della stessa estate hanno ingaggiato come free agent suo figlio Jalen.

## Statistiche

### College
| Anno      | Squadra     | PG  | PT | MP   | TC%  | 3P%  | TL%  | RP  | AP  | PRP | SP  | PP   |
| --------- | ----------- | --- | -- | ---- | ---- | ---- | ---- | --- | --- | --- | --- | ---- |
| 1991-1992 | Temple Owls | 30  | 1  | 17,9 | 32,0 | 22,6 | 60,9 | 2,6 | 1,9 | 1,0 | 0,0 | 4,9  |
| 1992-1993 | Temple Owls | 33  | 27 | 36,5 | 39,6 | 32,2 | 65,5 | 3,0 | 4,5 | 2,0 | 0,1 | 14,0 |
| 1993-1994 | Temple Owls | 31  | 31 | 39,4 | 37,0 | 29,9 | 64,7 | 4,1 | 4,6 | 2,7 | 0,1 | 12,4 |
| 1994-1995 | Temple Owls | 30  | 30 | 38,3 | 36,6 | 28,6 | 69,9 | 5,9 | 4,1 | 2,5 | 0,1 | 16,7 |
| Carriera  | Carriera    | 124 | 89 | 33,2 | 37,1 | 29,4 | 65,8 | 3,9 | 3,8 | 2,0 | 0,1 | 12,0 |

### NBA

#### Regular Season
| Anno      | Squadra             | PG  | PT | MP   | TC%  | 3P%  | TL%  | RP  | AP  | PRP | SP  | PP  |
| --------- | ------------------- | --- | -- | ---- | ---- | ---- | ---- | --- | --- | --- | --- | --- |
| 1997-1998 | Portland T. Blazers | 38  | 10 | 16,4 | 34,8 | 36,1 | 67,7 | 1,5 | 2,6 | 0,7 | 0,1 | 4,3 |
| 1998-1999 | N.Y. Knicks         | 17  | 0  | 5,6  | 28,6 | 0,0  | 27,8 | 0,6 | 1,1 | 0,5 | 0,0 | 1,0 |
| 1999-2000 | N.Y. Knicks         | 37  | 0  | 7,8  | 41,4 | 15,4 | 61,1 | 0,7 | 1,3 | 0,2 | 0,0 | 1,9 |
| 2000-2001 | Boston Celtics      | 7   | 0  | 20,3 | 28,6 | 18,2 | 44,4 | 1,3 | 3,4 | 1,0 | 0,1 | 3,7 |
| 2000-2001 | N.Y. Knicks         | 15  | 0  | 4,4  | 42,1 | 0,0  | 66,7 | 0,8 | 0,5 | 0,1 | 0,0 | 1,3 |
| 2001-2002 | Portland T. Blazers | 59  | 2  | 8,8  | 39,8 | 54,5 | 70,7 | 1,2 | 1,9 | 0,4 | 0,0 | 2,1 |
| 2002-2003 | Chicago Bulls       | 17  | 0  | 11,5 | 46,0 | 66,7 | 83,3 | 1,1 | 2,1 | 0,6 | 0,2 | 3,5 |
| 2003-2004 | Toronto Raptors     | 3   | 0  | 3,3  | 50,0 | -    | -    | 0,0 | 0,7 | 0,0 | 0,0 | 1,3 |
| 2003-2004 | Chicago Bulls       | 37  | 0  | 10,9 | 37,6 | 47,8 | 87,1 | 1,0 | 2,2 | 0,7 | 0,1 | 3,1 |
| 2004-2005 | L.A. Clippers       | 80  | 39 | 24,3 | 37,6 | 36,9 | 77,0 | 2,3 | 5,1 | 1,0 | 0,1 | 5,5 |
| 2005-2006 | Seattle S.Sonics    | 4   | 0  | 7,8  | 62,5 | 0,0  | -    | 0,5 | 0,5 | 0,0 | 0,0 | 2,5 |
| 2005-2006 | Houston Rockets     | 23  | 0  | 9,3  | 34,8 | 41,7 | 58,3 | 0,9 | 1,4 | 0,3 | 0,0 | 1,9 |
| Carriera  | Carriera            | 337 | 51 | 13,5 | 37,8 | 36,2 | 69,3 | 1,3 | 2,6 | 0,6 | 0,1 | 3,2 |

#### Playoffs
| Anno     | Squadra             | PG | PT | MP  | TC%  | 3P% | TL%  | RP  | AP  | PRP | SP  | PP  |
| -------- | ------------------- | -- | -- | --- | ---- | --- | ---- | --- | --- | --- | --- | --- |
| 1999     | N.Y. Knicks         | 9  | 0  | 2,0 | 40,0 | -   | 100  | 0,1 | 0,2 | 0,0 | 0,0 | 0,7 |
| 2000     | N.Y. Knicks         | 3  | 0  | 1,3 | 0,0  | -   | -    | 0,0 | 0,3 | 0,3 | 0,0 | 0,0 |
| 2001     | N.Y. Knicks         | 2  | 0  | 2,0 | 0,0  | -   | 75,0 | 0,0 | 0,0 | 0,0 | 0,0 | 1,5 |
| 2002     | Portland T. Blazers | 2  | 0  | 1,0 | -    | -   | -    | 0,0 | 0,0 | 0,0 | 0,0 | 0,0 |
| Carriera | Carriera            | 16 | 0  | 1,8 | 28,6 | -   | 83,3 | 0,1 | 0,2 | 0,1 | 0,0 | 0,6 |

## Palmarès

### Giocatore
- McDonald's All-American Game (1991)